# Моклаково
Моклаково (рос. Моклаково) — присілок Бокситогорського району Ленінградської області Росії. Входить до складу Климовського сільського поселення.
Населення — 1 особа (2012 рік). 